# Fußball-Europameisterschaft 2024/Finalrunde
Dieser Artikel behandelt die einzelnen Finalrundenspiele und -resultate der Fußball-Europameisterschaft 2024.

## Übersicht
|  | Achtelfinale 29. Juni bis 2. Juli | Achtelfinale 29. Juni bis 2. Juli | Achtelfinale 29. Juni bis 2. Juli |             |             | Viertelfinale 5. und 6. Juli | Viertelfinale 5. und 6. Juli | Viertelfinale 5. und 6. Juli |  |  | Halbfinale 9. und 10. Juli | Halbfinale 9. und 10. Juli | Halbfinale 9. und 10. Juli |  |  | Finale 14. Juli | Finale 14. Juli | Finale 14. Juli |
|  |                                   |                                   |                                   |             |             |                              |                              |                              |  |  |                            |                            |                            |  |  |                 |                 |                 |
|  | B1                                | Spanien                           | 4                                 |             |             |                              |                              |                              |  |  |                            |                            |                            |  |  |                 |                 |                 |
|  | F3                                | Georgien                          | 1                                 |             |             |                              |                              |                              |  |  |                            |                            |                            |  |  |                 |                 |                 |
|  | F3                                | Georgien                          | 1                                 | B1          | Spanien     | V2V                          |                              |                              |  |  |                            |                            |                            |  |  |                 |                 |                 |
|  |                                   |                                   |                                   | B1          | Spanien     | V2V                          |                              |                              |  |  |                            |                            |                            |  |  |                 |                 |                 |
|  |                                   |                                   | A1                                | Deutschland | 1           |                              |                              |                              |  |  |                            |                            |                            |  |  |                 |                 |                 |
|  | A1                                | Deutschland                       | A1                                | Deutschland | 1           | 2                            |                              |                              |  |  |                            |                            |                            |  |  |                 |                 |                 |
|  | A1                                | Deutschland                       |                                   |             |             | 2                            |                              |                              |  |  |                            |                            |                            |  |  |                 |                 |                 |
|  | C2                                | Dänemark                          | 0                                 |             |             |                              |                              |                              |  |  |                            |                            |                            |  |  |                 |                 |                 |
|  | C2                                | Dänemark                          | 0                                 | B1          | Spanien     | 2                            |                              |                              |  |  |                            |                            |                            |  |  |                 |                 |                 |
|  |                                   |                                   |                                   | B1          | Spanien     | 2                            |                              |                              |  |  |                            |                            |                            |  |  |                 |                 |                 |
|  |                                   | D2                                | Frankreich                        | 1           |             |                              |                              |                              |  |  |                            |                            |                            |  |  |                 |                 |                 |
|  | F1                                | D2                                | Frankreich                        | 1           | Portugal    | E0 (3)E                      |                              |                              |  |  |                            |                            |                            |  |  |                 |                 |                 |
|  | F1                                |                                   |                                   |             | Portugal    | E0 (3)E                      |                              |                              |  |  |                            |                            |                            |  |  |                 |                 |                 |
|  | C3                                | Slowenien                         | 0 (0)                             |             |             |                              |                              |                              |  |  |                            |                            |                            |  |  |                 |                 |                 |
|  | C3                                | Slowenien                         | 0 (0)                             | F1          | Portugal    | 0 (3)                        |                              |                              |  |  |                            |                            |                            |  |  |                 |                 |                 |
|  |                                   |                                   |                                   | F1          | Portugal    | 0 (3)                        |                              |                              |  |  |                            |                            |                            |  |  |                 |                 |                 |
|  |                                   |                                   | D2                                | Frankreich  | E0 (5)E     |                              |                              |                              |  |  |                            |                            |                            |  |  |                 |                 |                 |
|  | D2                                | Frankreich                        | D2                                | Frankreich  | E0 (5)E     | 1                            |                              |                              |  |  |                            |                            |                            |  |  |                 |                 |                 |
|  | D2                                | Frankreich                        |                                   |             |             |                              |                              |                              |  |  |                            |                            |                            |  |  |                 |                 |                 |
|  | E2                                | Belgien                           | 0                                 |             |             |                              |                              |                              |  |  |                            |                            |                            |  |  |                 |                 |                 |
|  | E2                                | Belgien                           | 0                                 | B1          | Spanien     | 2                            |                              |                              |  |  |                            |                            |                            |  |  |                 |                 |                 |
|  |                                   |                                   |                                   |             |             |                              |                              |                              |  |  |                            |                            |                            |  |  |                 |                 |                 |
|  |                                   | C1                                | England                           | 1           |             |                              |                              |                              |  |  |                            |                            |                            |  |  |                 |                 |                 |
|  | E1                                | C1                                | England                           | 1           | Rumänien    | 0                            |                              |                              |  |  |                            |                            |                            |  |  |                 |                 |                 |
|  | E1                                |                                   |                                   |             | Rumänien    | 0                            |                              |                              |  |  |                            |                            |                            |  |  |                 |                 |                 |
|  | D3                                | Niederlande                       | 3                                 |             |             |                              |                              |                              |  |  |                            |                            |                            |  |  |                 |                 |                 |
|  | D3                                | Niederlande                       | 3                                 | D3          | Niederlande | 2                            |                              |                              |  |  |                            |                            |                            |  |  |                 |                 |                 |
|  |                                   |                                   |                                   | D3          | Niederlande | 2                            |                              |                              |  |  |                            |                            |                            |  |  |                 |                 |                 |
|  |                                   |                                   | F2                                | Türkei      | 1           |                              |                              |                              |  |  |                            |                            |                            |  |  |                 |                 |                 |
|  | D1                                | Österreich                        | F2                                | Türkei      | 1           | 1                            |                              |                              |  |  |                            |                            |                            |  |  |                 |                 |                 |
|  | D1                                | Österreich                        |                                   |             |             | 1                            |                              |                              |  |  |                            |                            |                            |  |  |                 |                 |                 |
|  | F2                                | Türkei                            | 2                                 |             |             |                              |                              |                              |  |  |                            |                            |                            |  |  |                 |                 |                 |
|  | F2                                | Türkei                            | 2                                 | D3          | Niederlande | 1                            |                              |                              |  |  |                            |                            |                            |  |  |                 |                 |                 |
|  |                                   |                                   |                                   | D3          | Niederlande | 1                            |                              |                              |  |  |                            |                            |                            |  |  |                 |                 |                 |
|  |                                   | C1                                | England                           | 2           |             |                              |                              |                              |  |  |                            |                            |                            |  |  |                 |                 |                 |
|  | C1                                | C1                                | England                           | 2           | England     | V2V                          |                              |                              |  |  |                            |                            |                            |  |  |                 |                 |                 |
|  | C1                                |                                   |                                   |             |             |                              |                              |                              |  |  |                            |                            |                            |  |  |                 |                 |                 |
|  | E3                                | Slowakei                          | 1                                 |             |             |                              |                              |                              |  |  |                            |                            |                            |  |  |                 |                 |                 |
|  | E3                                | Slowakei                          | 1                                 | C1          | England     | E1 (5)E                      |                              |                              |  |  |                            |                            |                            |  |  |                 |                 |                 |
|  |                                   |                                   |                                   | C1          | England     | E1 (5)E                      |                              |                              |  |  |                            |                            |                            |  |  |                 |                 |                 |
|  |                                   |                                   | A2                                | Schweiz     | 1 (3)       |                              |                              |                              |  |  |                            |                            |                            |  |  |                 |                 |                 |
|  | A2                                | Schweiz                           | A2                                | Schweiz     | 1 (3)       | 2                            |                              |                              |  |  |                            |                            |                            |  |  |                 |                 |                 |
|  | A2                                | Schweiz                           |                                   |             |             |                              |                              |                              |  |  |                            |                            |                            |  |  |                 |                 |                 |
|  | B2                                | Italien                           | 0                                 |             |             |                              |                              |                              |  |  |                            |                            |                            |  |  |                 |                 |                 |

V Sieg nach Verlängerung

E Sieg im Elfmeterschießen

## Achtelfinale

### Schweiz – Italien 2:0 (1:0)
| Schweiz                                                    | Schweiz | Italien | Italien | Aufstellung                       |
| ---------------------------------------------------------- | --- | --- | ------- | --------------------------------- |
| Schweiz                                                    | \| 1. Achtelfinale \| \| 29. Juni 2024 um 18:00 Uhr MESZ in Berlin (Olympiastadion) \| \| Zuschauer: 68.172 \| \| Schiedsrichter: Szymon Marciniak ( Polen) 1 \| \| Spielbericht \| | \| 1. Achtelfinale \| \| 29. Juni 2024 um 18:00 Uhr MESZ in Berlin (Olympiastadion) \| \| Zuschauer: 68.172 \| \| Schiedsrichter: Szymon Marciniak ( Polen) 1 \| \| Spielbericht \| | Italien | Aufstellung Schweiz gegen Italien |
| Schweiz                                                    | Yann Sommer – Fabian Schär, Manuel Akanji, Ricardo Rodríguez – Michel Aebischer (90.+2' Renato Steffen), Remo Freuler, Granit Xhaka , Fabian Rieder (71. Leonidas Stergiou) – Rubén Vargas (71. Steven Zuber), Dan Ndoye (77. Vincent Sierro) – Breel Embolo (77. Kwadwo Duah) Cheftrainer: Murat Yakin | Gianluigi Donnarumma – Giovanni Di Lorenzo, Gianluca Mancini, Alessandro Bastoni, Matteo Darmian (74. Andrea Cambiaso) – Bryan Cristante (74. Lorenzo Pellegrini), Nicolò Fagioli (86. Davide Frattesi), Nicolò Barella (64. Mateo Retegui) – Federico Chiesa, Gianluca Scamacca, Stephan El Shaarawy (46. Mattia Zaccagni) Cheftrainer: Luciano Spalletti | Italien | Aufstellung Schweiz gegen Italien |
| Schweiz                                                    | 1:0 Freuler (37.) 2:0 Vargas (46.) | | Italien | Aufstellung Schweiz gegen Italien |
| Schweiz                                                    | Barella (35.), El Shaarawy (45.), Mancini (57.) | | Italien | Aufstellung Schweiz gegen Italien |
| Schweiz                                                    | Spieler des Spiels: Rubén Vargas (Schweiz) | | Italien | Aufstellung Schweiz gegen Italien |
| 1. Achtelfinale                                            | | |         |                                   |
| 29. Juni 2024 um 18:00 Uhr MESZ in Berlin (Olympiastadion) | | |         |                                   |
| Zuschauer: 68.172                                          | | |         |                                   |
| Schiedsrichter: Szymon Marciniak ( Polen) 1                | | |         |                                   |
| Spielbericht                                               | | |         |                                   |

### Deutschland – Dänemark 2:0 (0:0)
| Deutschland                                                        | Deutschland | Dänemark | Dänemark | Aufstellung                            |
| ------------------------------------------------------------------ | --- | --- | -------- | -------------------------------------- |
| Deutschland                                                        | \| 2. Achtelfinale \| \| 29. Juni 2024 um 21:00 Uhr MESZ in Dortmund (BVB Stadion Dortmund) \| \| Zuschauer: 61.612 \| \| Schiedsrichter: Michael Oliver ( England) 2 \| \| Spielbericht \| | \| 2. Achtelfinale \| \| 29. Juni 2024 um 21:00 Uhr MESZ in Dortmund (BVB Stadion Dortmund) \| \| Zuschauer: 61.612 \| \| Schiedsrichter: Michael Oliver ( England) 2 \| \| Spielbericht \| | Dänemark | Aufstellung Deutschland gegen Dänemark |
| Deutschland                                                        | Manuel Neuer – Joshua Kimmich, Antonio Rüdiger, Nico Schlotterbeck, David Raum (81. Benjamin Henrichs) – Robert Andrich (65. Emre Can), Toni Kroos – Leroy Sané (88. Waldemar Anton), İlkay Gündoğan (65. Niclas Füllkrug), Jamal Musiala (81. Florian Wirtz) – Kai Havertz Cheftrainer: Julian Nagelsmann | Kasper Schmeichel – Joachim Andersen, Jannik Vestergaard, Andreas Christensen (81. Jacob Bruun Larsen) – Alexander Bah, Thomas Delaney (69. Christian Nørgaard), Pierre Emile Højbjerg, Joakim Mæhle – Andreas Skov Olsen (69. Yussuf Poulsen), Christian Eriksen (81. Victor Kristiansen) – Rasmus Højlund (81. Jonas Wind) Cheftrainer: Kasper Hjulmand | Dänemark | Aufstellung Deutschland gegen Dänemark |
| Deutschland                                                        | 1:0 Havertz (53., Handelfmeter) 2:0 Musiala (68.) | | Dänemark | Aufstellung Deutschland gegen Dänemark |
| Deutschland                                                        | Nagelsmann (60., Trainer) | Hjulmand (41., Trainer), Andersen (57.), Mæhle (60.) | Dänemark | Aufstellung Deutschland gegen Dänemark |
| Deutschland                                                        | Spieler des Spiels: Antonio Rüdiger (Deutschland) | | Dänemark | Aufstellung Deutschland gegen Dänemark |
| 2. Achtelfinale                                                    | | |          |                                        |
| 29. Juni 2024 um 21:00 Uhr MESZ in Dortmund (BVB Stadion Dortmund) | | |          |                                        |
| Zuschauer: 61.612                                                  | | |          |                                        |
| Schiedsrichter: Michael Oliver ( England) 2                        | | |          |                                        |
| Spielbericht                                                       | | |          |                                        |

Nach 35 Minuten Spielzeit musste die Partie wegen eines heftigen Gewitters für 25 Minuten unterbrochen werden.

### England – Slowakei 2:1 n.V. (1:1, 0:1)
| England                                                             | England | Slowakei | Slowakei | Aufstellung                        |
| ------------------------------------------------------------------- | --- | --- | -------- | ---------------------------------- |
| England                                                             | \| 3. Achtelfinale \| \| 30. Juni 2024 um 18:00 Uhr MESZ in Gelsenkirchen (Arena AufSchalke) \| \| Zuschauer: 47.244 \| \| Schiedsrichter: Halil Umut Meler ( Türkei) 3 \| \| Spielbericht \|                                                                                                | \| 3. Achtelfinale \| \| 30. Juni 2024 um 18:00 Uhr MESZ in Gelsenkirchen (Arena AufSchalke) \| \| Zuschauer: 47.244 \| \| Schiedsrichter: Halil Umut Meler ( Türkei) 3 \| \| Spielbericht \| | Slowakei | Aufstellung England gegen Slowakei |
| England                                                             | Jordan Pickford – Kyle Walker, John Stones, Marc Guéhi, Kieran Trippier (66. Cole Palmer) – Kobbie Mainoo (84. Eberechi Eze), Declan Rice – Bukayo Saka, Jude Bellingham (106. Ezri Konsa), Phil Foden (90.+4' Ivan Toney) – Harry Kane (106. Conor Gallagher) Cheftrainer: Gareth Southgate | Martin Dúbravka – Peter Pekarík (109. Ľubomír Tupta), Denis Vavro, Milan Škriniar , Dávid Hancko – Juraj Kucka (81. Matúš Bero), Stanislav Lobotka, Ondrej Duda (81. László Bénes) – Ivan Schranz (90.+3' Norbert Gyömbér), David Strelec (61. Róbert Boženík), Lukáš Haraslín (61. Tomáš Suslov) Cheftrainer: Francesco Calzona ( Italien) | Slowakei | Aufstellung England gegen Slowakei |
| England                                                             | 1:1 Bellingham (90.+5') 2:1 Kane (91.) | 0:1 Schranz (25.) | Slowakei | Aufstellung England gegen Slowakei |
| England                                                             | Guéhi (3.), Mainoo (7.), Bellingham (17.) | Kucka (13.), Škriniar (45.+1'), Pekarík (77.), Vavro (108.), Gyömbér (114.), Suslov (120.+2') | Slowakei | Aufstellung England gegen Slowakei |
| England                                                             | Spieler des Spiels: Jude Bellingham (England) | | Slowakei | Aufstellung England gegen Slowakei |
| 3. Achtelfinale                                                     | | |          |                                    |
| 30. Juni 2024 um 18:00 Uhr MESZ in Gelsenkirchen (Arena AufSchalke) | | |          |                                    |
| Zuschauer: 47.244                                                   | | |          |                                    |
| Schiedsrichter: Halil Umut Meler ( Türkei) 3                        | | |          |                                    |
| Spielbericht                                                        | | |          |                                    |

### Spanien – Georgien 4:1 (1:1)
| Spanien                                                | Spanien | Georgien | Georgien | Aufstellung                        |
| ------------------------------------------------------ | --- | --- | -------- | ---------------------------------- |
| Spanien                                                | \| 4. Achtelfinale \| \| 30. Juni 2024 um 21:00 Uhr MESZ in Köln (Köln Stadion) \| \| Zuschauer: 42.233 \| \| Schiedsrichter: François Letexier ( Frankreich) 4 \| \| Spielbericht \|                                                                                           | \| 4. Achtelfinale \| \| 30. Juni 2024 um 21:00 Uhr MESZ in Köln (Köln Stadion) \| \| Zuschauer: 42.233 \| \| Schiedsrichter: François Letexier ( Frankreich) 4 \| \| Spielbericht \| | Georgien | Aufstellung Spanien gegen Georgien |
| Spanien                                                | Unai Simón – Dani Carvajal (81. Jesús Navas), Robin Le Normand, Aymeric Laporte, Marc Cucurella (66. Álex Grimaldo) – Pedri (52. Dani Olmo), Rodri, Fabián (81. Mikel Merino) – Lamine Yamal, Álvaro Morata (66. Mikel Oyarzabal), Nico Williams Cheftrainer: Luis de la Fuente | Giorgi Mamardaschwili – Otar Kakabadse, Giorgi Gwelessiani (79. Nika Kwekweskiri), Guram Kaschia , Lascha Dwali, Luka Lotschoschwili (63. Giorgi Zitaischwili) – Giorgi Tschakwetadse (63. Suriko Dawitaschwili), Otar Kiteischwili (41. Sandro Altunaschwili), Giorgi Kotschoraschwili – Georges Mikautadze (79. Budu Siwsiwadse), Chwitscha Kwarazchelia Cheftrainer: Willy Sagnol ( Frankreich) | Georgien | Aufstellung Spanien gegen Georgien |
| Spanien                                                | 1:1 Rodri (39.) 2:1 Fabián (51.) 3:1 Williams (75.) 4:1 Olmo (83.) | 0:1 Le Normand (18., Eigentor) | Georgien | Aufstellung Spanien gegen Georgien |
| Spanien                                                | Morata (44.) | Dawitaschwili (71.) | Georgien | Aufstellung Spanien gegen Georgien |
| Spanien                                                | Spieler des Spiels: Rodri (Spanien) | | Georgien | Aufstellung Spanien gegen Georgien |
| 4. Achtelfinale                                        | | |          |                                    |
| 30. Juni 2024 um 21:00 Uhr MESZ in Köln (Köln Stadion) | | |          |                                    |
| Zuschauer: 42.233                                      | | |          |                                    |
| Schiedsrichter: François Letexier ( Frankreich) 4      | | |          |                                    |
| Spielbericht                                           | | |          |                                    |

### Frankreich – Belgien 1:0 (0:0)
| Frankreich                                                      | Frankreich | Belgien | Belgien | Aufstellung                          |
| --------------------------------------------------------------- | --- | --- | ------- | ------------------------------------ |
| Frankreich                                                      | \| 5. Achtelfinale \| \| 1. Juli 2024 um 18:00 Uhr MESZ in Düsseldorf (Düsseldorf Arena) \| \| Zuschauer: 46.810 \| \| Schiedsrichter: Glenn Nyberg ( Schweden) 5 \| \| Spielbericht \|                                                  | \| 5. Achtelfinale \| \| 1. Juli 2024 um 18:00 Uhr MESZ in Düsseldorf (Düsseldorf Arena) \| \| Zuschauer: 46.810 \| \| Schiedsrichter: Glenn Nyberg ( Schweden) 5 \| \| Spielbericht \|                                                                                             | Belgien | Aufstellung Frankreich gegen Belgien |
| Frankreich                                                      | Mike Maignan – Jules Koundé, Dayot Upamecano, William Saliba, Théo Hernández – N’Golo Kanté, Aurélien Tchouaméni, Adrien Rabiot – Antoine Griezmann – Marcus Thuram (62. Randal Kolo Muani), Kylian Mbappé Cheftrainer: Didier Deschamps | Koen Casteels – Timothy Castagne (88. Dodi Lukébakio), Wout Faes, Jan Vertonghen, Arthur Theate – Kevin De Bruyne , Amadou Onana, Yannick Carrasco (88. Charles De Ketelaere) – Loïs Openda (63. Orel Mangala), Romelu Lukaku, Jérémy Doku Cheftrainer: Domenico Tedesco ( Italien) | Belgien | Aufstellung Frankreich gegen Belgien |
| Frankreich                                                      | 1:0 Vertonghen (85., Eigentor) | | Belgien | Aufstellung Frankreich gegen Belgien |
| Frankreich                                                      | Tchouaméni (14.), Griezmann (23.), Rabiot (24.) | Vertonghen (76.), Tedesco (76., Trainer), Mangala (90.+3') | Belgien | Aufstellung Frankreich gegen Belgien |
| Frankreich                                                      | Spieler des Spiels: Jules Koundé (Frankreich) | | Belgien | Aufstellung Frankreich gegen Belgien |
| 5. Achtelfinale                                                 | | |         |                                      |
| 1. Juli 2024 um 18:00 Uhr MESZ in Düsseldorf (Düsseldorf Arena) | | |         |                                      |
| Zuschauer: 46.810                                               | | |         |                                      |
| Schiedsrichter: Glenn Nyberg ( Schweden) 5                      | | |         |                                      |
| Spielbericht                                                    | | |         |                                      |

### Portugal – Slowenien 0:0 n.V., 3:0 i.E.
| Portugal                                                              | Portugal | Slowenien | Slowenien | Aufstellung                          |
| --------------------------------------------------------------------- | --- | --- | --------- | ------------------------------------ |
| Portugal                                                              | \| 6. Achtelfinale \| \| 1. Juli 2024 um 21:00 Uhr MESZ in Frankfurt am Main (Frankfurt Arena) \| \| Zuschauer: 46.576 \| \| Schiedsrichter: Daniele Orsato ( Italien) 6 \| \| Spielbericht \|                                                                                    | \| 6. Achtelfinale \| \| 1. Juli 2024 um 21:00 Uhr MESZ in Frankfurt am Main (Frankfurt Arena) \| \| Zuschauer: 46.576 \| \| Schiedsrichter: Daniele Orsato ( Italien) 6 \| \| Spielbericht \|                                                                                      | Slowenien | Aufstellung Portugal gegen Slowenien |
| Portugal                                                              | Diogo Costa – João Cancelo (117. Nélson Semedo), Rúben Dias, Pepe (117. Rúben Neves), Nuno Mendes – Bruno Fernandes, João Palhinha, Vitinha (65. Diogo Jota) – Bernardo Silva, Cristiano Ronaldo , Rafael Leão (76. Francisco Conceição) Cheftrainer: Roberto Martínez ( Spanien) | Jan Oblak – Žan Karničnik, Vanja Drkušić, Jaka Bijol, Jure Balkovec – Petar Stojanović (86. Benjamin Verbič), Adam Gnezda Čerin, Timi Max Elšnik (105. Josip Iličić), Jan Mlakar (74. Jon Gorenc Stankovič) – Andraž Šporar (74. Žan Celar), Benjamin Šeško Cheftrainer: Matjaž Kek | Slowenien | Aufstellung Portugal gegen Slowenien |
| Portugal                                                              | Elfmeterschießen | | Slowenien | Aufstellung Portugal gegen Slowenien |
| Portugal                                                              | 1:0 Cristiano Ronaldo 2:0 Fernandes 3:0 Silva | Costa hält gegen Iličić Costa hält gegen Balkovec Costa hält gegen Verbič | Slowenien | Aufstellung Portugal gegen Slowenien |
| Portugal                                                              | Cancelo (107.), Martínez (111., Trainer) | Drkušić (32.), Karničnik (37.), Stankovič (101.), Bijol (106.), Balkovec (107.) | Slowenien | Aufstellung Portugal gegen Slowenien |
| Portugal                                                              | Kek (105.+1', Trainer) | | Slowenien | Aufstellung Portugal gegen Slowenien |
| Portugal                                                              | Oblak hält Foulelfmeter von Cristiano Ronaldo (105.) | | Slowenien | Aufstellung Portugal gegen Slowenien |
| Portugal                                                              | Spieler des Spiels: Diogo Costa (Portugal) | | Slowenien | Aufstellung Portugal gegen Slowenien |
| 6. Achtelfinale                                                       | | |           |                                      |
| 1. Juli 2024 um 21:00 Uhr MESZ in Frankfurt am Main (Frankfurt Arena) | | |           |                                      |
| Zuschauer: 46.576                                                     | | |           |                                      |
| Schiedsrichter: Daniele Orsato ( Italien) 6                           | | |           |                                      |
| Spielbericht                                                          | | |           |                                      |

Größere Aufmerksamkeit erregten Videoaufnahmen vom Achtelfinale zwischen Portugal und Slowenien, die mehrere Ordner zeigen, die während des Spiels am Rand des Spielfelds mehrfach auf einen am Boden liegenden Mann einschlagen, der möglicherweise als Flitzer auf das Spielfeld gelangen wollte. Es wurde ein Ermittlungsverfahren wegen Körperverletzung eingeleitet.

### Rumänien – Niederlande 0:3 (0:1)
| Rumänien                                                          | Rumänien | Niederlande | Niederlande | Aufstellung                            |
| ----------------------------------------------------------------- | --- | --- | ----------- | -------------------------------------- |
| Rumänien                                                          | \| 7. Achtelfinale \| \| 2. Juli 2024 um 18:00 Uhr MESZ in München (München Fußball Arena) \| \| Zuschauer: 65.012 \| \| Schiedsrichter: Felix Zwayer ( Deutschland) 7 \| \| Spielbericht \| | \| 7. Achtelfinale \| \| 2. Juli 2024 um 18:00 Uhr MESZ in München (München Fußball Arena) \| \| Zuschauer: 65.012 \| \| Schiedsrichter: Felix Zwayer ( Deutschland) 7 \| \| Spielbericht \| | Niederlande | Aufstellung Rumänien gegen Niederlande |
| Rumänien                                                          | Florin Niță – Andrei Rațiu, Radu Drăgușin, Andrei Burcă, Vasile Mogoș (38. Bogdan Racovițan) – Marius Marin (72. Alexandru Cicâldău) – Dennis Man, Nicolae Stanciu (88. Darius Olaru), Răzvan Marin, Ianis Hagi (72. Denis Alibec) – Denis Drăguș (72. Valentin Mihăilă) Cheftrainer: Eduard Iordănescu | Bart Verbruggen – Denzel Dumfries, Stefan de Vrij, Virgil van Dijk , Nathan Aké (69. Micky van de Ven) – Jerdy Schouten (69. Joey Veerman), Xavi Simons, Tijjani Reijnders – Steven Bergwijn (46. Donyell Malen), Memphis Depay (90.+2' Daley Blind), Cody Gakpo (84. Wout Weghorst) Cheftrainer: Ronald Koeman | Niederlande | Aufstellung Rumänien gegen Niederlande |
| Rumänien                                                          | 0:1 Gakpo (20.) 0:2 Malen (83.) 0:3 Malen (90.+3') | | Niederlande | Aufstellung Rumänien gegen Niederlande |
| Rumänien                                                          | M. Marin (67.), Stanciu (81.) | Dumfries (78.) | Niederlande | Aufstellung Rumänien gegen Niederlande |
| Rumänien                                                          | Spieler des Spiels: Cody Gakpo (Niederlande) | | Niederlande | Aufstellung Rumänien gegen Niederlande |
| 7. Achtelfinale                                                   | | |             |                                        |
| 2. Juli 2024 um 18:00 Uhr MESZ in München (München Fußball Arena) | | |             |                                        |
| Zuschauer: 65.012                                                 | | |             |                                        |
| Schiedsrichter: Felix Zwayer ( Deutschland) 7                     | | |             |                                        |
| Spielbericht                                                      | | |             |                                        |

### Österreich – Türkei 1:2 (0:1)
| Österreich                                                  | Österreich | Türkei | Türkei | Aufstellung                         |
| ----------------------------------------------------------- | --- | --- | ------ | ----------------------------------- |
| Österreich                                                  | \| 8. Achtelfinale \| \| 2. Juli 2024 um 21:00 Uhr MESZ in Leipzig (Leipzig Stadion) \| \| Zuschauer: 38.305 \| \| Schiedsrichter: Artur Dias ( Portugal) 8 \| \| Spielbericht \| | \| 8. Achtelfinale \| \| 2. Juli 2024 um 21:00 Uhr MESZ in Leipzig (Leipzig Stadion) \| \| Zuschauer: 38.305 \| \| Schiedsrichter: Artur Dias ( Portugal) 8 \| \| Spielbericht \| | Türkei | Aufstellung Österreich gegen Türkei |
| Österreich                                                  | Patrick Pentz – Stefan Posch, Kevin Danso, Philipp Lienhart (64. Maximilian Wöber), Phillipp Mwene (46. Alexander Prass) – Nicolas Seiwald, Marcel Sabitzer – Konrad Laimer (64. Florian Grillitsch), Christoph Baumgartner, Romano Schmid (46. Michael Gregoritsch) – Marko Arnautović Cheftrainer: Ralf Rangnick ( Deutschland) | Mert Günok – Mert Müldür, Abdülkerim Bardakcı, Merih Demiral, Ferdi Kadıoğlu – İsmail Yüksek (58. Salih Özcan), Kaan Ayhan – Barış Alper Yılmaz, Orkun Kökçü (83. İrfan Can Kahveci), Kenan Yıldız (78. Kerem Aktürkoğlu) – Arda Güler (78. Okay Yokuşlu) Cheftrainer: Vincenzo Montella ( Italien) | Türkei | Aufstellung Österreich gegen Türkei |
| Österreich                                                  | 1:2 Gregoritsch (66.) | 0:1 Demiral (1.) 0:2 Demiral (59.) | Türkei | Aufstellung Österreich gegen Türkei |
| Österreich                                                  | Schmid (38.), Lienhart (52.) | Kökçü (11.), Yüksek (42.) | Türkei | Aufstellung Österreich gegen Türkei |
| Österreich                                                  | Spieler des Spiels: Merih Demiral (Türkei) | | Türkei | Aufstellung Österreich gegen Türkei |
| 8. Achtelfinale                                             | | |        |                                     |
| 2. Juli 2024 um 21:00 Uhr MESZ in Leipzig (Leipzig Stadion) | | |        |                                     |
| Zuschauer: 38.305                                           | | |        |                                     |
| Schiedsrichter: Artur Dias ( Portugal) 8                    | | |        |                                     |
| Spielbericht                                                | | |        |                                     |

## Viertelfinale

### Spanien – Deutschland 2:1 n.V. (1:1, 0:0)
| Spanien                                                       | Spanien | Deutschland | Deutschland | Aufstellung                           |
| ------------------------------------------------------------- | --- | --- | ----------- | ------------------------------------- |
| Spanien                                                       | \| 1. Viertelfinale \| \| 5. Juli 2024 um 18:00 Uhr MESZ in Stuttgart (Stuttgart Arena) \| \| Zuschauer: 54.000 \| \| Schiedsrichter: Anthony Taylor ( England) 9 \| \| Spielbericht \|                                                                                                 | \| 1. Viertelfinale \| \| 5. Juli 2024 um 18:00 Uhr MESZ in Stuttgart (Stuttgart Arena) \| \| Zuschauer: 54.000 \| \| Schiedsrichter: Anthony Taylor ( England) 9 \| \| Spielbericht \| | Deutschland | Aufstellung Spanien gegen Deutschland |
| Spanien                                                       | Unai Simón – Dani Carvajal, Robin Le Normand (46. Nacho), Aymeric Laporte, Marc Cucurella – Rodri, Fabián (102. Joselu) – Lamine Yamal (63. Ferran Torres), Pedri (8. Dani Olmo), Nico Williams (80. Mikel Merino) – Álvaro Morata (80. Mikel Oyarzabal) Cheftrainer: Luis de la Fuente | Manuel Neuer – Joshua Kimmich, Antonio Rüdiger, Jonathan Tah (80. Thomas Müller), David Raum (57. Maximilian Mittelstädt) – Emre Can (46. Robert Andrich), Toni Kroos – Jamal Musiala, İlkay Gündoğan (57. Niclas Füllkrug), Leroy Sané (46. Florian Wirtz) – Kai Havertz (91. Waldemar Anton) Cheftrainer: Julian Nagelsmann | Deutschland | Aufstellung Spanien gegen Deutschland |
| Spanien                                                       | 1:0 Olmo (51.) 2:1 Merino (119.) | 1:1 Wirtz (89.) | Deutschland | Aufstellung Spanien gegen Deutschland |
| Spanien                                                       | Le Normand (29.), Torres (74.), Unai Simón (82.), Carvajal (100.), Rodri (110.), Fabián (120., Bank) | Rüdiger (13.), Raum (28.), Andrich (56.), Kroos (67.), Mittelstädt (73.), Schlotterbeck (89., Bank), Wirtz (94.), Undav (113., Bank) | Deutschland | Aufstellung Spanien gegen Deutschland |
| Spanien                                                       | Carvajal (120.+4') | | Deutschland | Aufstellung Spanien gegen Deutschland |
| Spanien                                                       | Spieler des Spiels: Dani Olmo (Spanien) | | Deutschland | Aufstellung Spanien gegen Deutschland |
| 1. Viertelfinale                                              | | |             |                                       |
| 5. Juli 2024 um 18:00 Uhr MESZ in Stuttgart (Stuttgart Arena) | | |             |                                       |
| Zuschauer: 54.000                                             | | |             |                                       |
| Schiedsrichter: Anthony Taylor ( England) 9                   | | |             |                                       |
| Spielbericht                                                  | | |             |                                       |

Kontrovers diskutiert wurde die Entscheidung des Schiedsrichters Anthony Taylor in der Verlängerung, einen Strafstoß zugunsten von Deutschland nach einem klaren Handspiel des Spaniers Marc Cucurella zu verweigern (106.). Auch der Videoschiedsrichter griff nicht ein. Die Entscheidung sorgte für große mediale Diskussionen über Taylor und Cucurella. In ihrer internen Aufarbeitung des Turniers kam die UEFA-Schiedsrichterkommission im September 2024 zu dem Schluss, dass ein Strafstoß hätte verhängt werden müssen.

### Portugal – Frankreich 0:0 n.V., 3:5 i.E.
| Portugal                                                             | Portugal | Frankreich | Frankreich | Aufstellung                           |
| -------------------------------------------------------------------- | --- | --- | ---------- | ------------------------------------- |
| Portugal                                                             | \| 2. Viertelfinale \| \| 5. Juli 2024 um 21:00 Uhr MESZ in Hamburg (Volksparkstadion Hamburg) \| \| Zuschauer: 47.789 \| \| Schiedsrichter: Michael Oliver ( England) 10 \| \| Spielbericht \| | \| 2. Viertelfinale \| \| 5. Juli 2024 um 21:00 Uhr MESZ in Hamburg (Volksparkstadion Hamburg) \| \| Zuschauer: 47.789 \| \| Schiedsrichter: Michael Oliver ( England) 10 \| \| Spielbericht \| | Frankreich | Aufstellung Portugal gegen Frankreich |
| Portugal                                                             | Diogo Costa – João Cancelo (74. Nélson Semedo), Pepe, Rúben Dias, Nuno Mendes – Vitinha (119. Matheus Nunes), Bruno Fernandes (74. Francisco Conceição), João Palhinha (90.+2' Rúben Neves) – Bernardo Silva, Cristiano Ronaldo , Rafael Leão (106. João Félix) Cheftrainer: Roberto Martínez ( Spanien) | Mike Maignan – Jules Koundé, Dayot Upamecano, William Saliba, Théo Hernández – N’Golo Kanté, Aurélien Tchouaméni, Eduardo Camavinga (91. Youssouf Fofana) – Antoine Griezmann (67. Ousmane Dembélé) – Randal Kolo Muani (86. Marcus Thuram), Kylian Mbappé (106. Bradley Barcola) Cheftrainer: Didier Deschamps | Frankreich | Aufstellung Portugal gegen Frankreich |
| Portugal                                                             | Elfmeterschießen | | Frankreich | Aufstellung Portugal gegen Frankreich |
| Portugal                                                             | 1:1 Cristiano Ronaldo 2:2 Silva Félix trifft den linken Pfosten 3:4 Mendes | 0:1 Dembélé 1:2 Fofana 2:3 Koundé 2:4 Barcola 3:5 Hernández | Frankreich | Aufstellung Portugal gegen Frankreich |
| Portugal                                                             | Palhinha (79.) | Saliba (84.) | Frankreich | Aufstellung Portugal gegen Frankreich |
| Portugal                                                             | Spieler des Spiels: Ousmane Dembélé (Frankreich) | | Frankreich | Aufstellung Portugal gegen Frankreich |
| 2. Viertelfinale                                                     | | |            |                                       |
| 5. Juli 2024 um 21:00 Uhr MESZ in Hamburg (Volksparkstadion Hamburg) | | |            |                                       |
| Zuschauer: 47.789                                                    | | |            |                                       |
| Schiedsrichter: Michael Oliver ( England) 10                         | | |            |                                       |
| Spielbericht                                                         | | |            |                                       |

### England – Schweiz 1:1 n.V. (1:1, 0:0), 5:3 i.E.
| England                                                         | England | Schweiz | Schweiz | Aufstellung                       |
| --------------------------------------------------------------- | --- | --- | ------- | --------------------------------- |
| England                                                         | \| 3. Viertelfinale \| \| 6. Juli 2024 um 18:00 Uhr MESZ in Düsseldorf (Düsseldorf Arena) \| \| Zuschauer: 46.907 \| \| Schiedsrichter: Daniele Orsato ( Italien) 11 \| \| Spielbericht \| | \| 3. Viertelfinale \| \| 6. Juli 2024 um 18:00 Uhr MESZ in Düsseldorf (Düsseldorf Arena) \| \| Zuschauer: 46.907 \| \| Schiedsrichter: Daniele Orsato ( Italien) 11 \| \| Spielbericht \| | Schweiz | Aufstellung England gegen Schweiz |
| England                                                         | Jordan Pickford – Kieran Trippier (78. Eberechi Eze), Kyle Walker, John Stones, Ezri Konsa (78. Cole Palmer), Bukayo Saka – Kobbie Mainoo (78. Luke Shaw), Declan Rice – Jude Bellingham, Phil Foden (115. Trent Alexander-Arnold) – Harry Kane (109. Ivan Toney) Cheftrainer: Gareth Southgate | Yann Sommer – Fabian Schär, Manuel Akanji, Ricardo Rodríguez – Fabian Rieder (63. Steven Zuber), Remo Freuler (118. Vincent Sierro), Granit Xhaka , Michel Aebischer (118. Zeki Amdouni) – Dan Ndoye (98. Denis Zakaria), Breel Embolo (109. Xherdan Shaqiri), Rubén Vargas (63. Silvan Widmer) Cheftrainer: Murat Yakin | Schweiz | Aufstellung England gegen Schweiz |
| England                                                         | 1:1 Saka (80.) | 0:1 Embolo (75.) | Schweiz | Aufstellung England gegen Schweiz |
| England                                                         | Elfmeterschießen | | Schweiz | Aufstellung England gegen Schweiz |
| England                                                         | 1:0 Palmer 2:0 Bellingham 3:1 Saka 4:2 Toney 5:3 Arnold | Pickford hält gegen Akanji 2:1 Schär 3:2 Shaqiri 4:3 Amdouni | Schweiz | Aufstellung England gegen Schweiz |
| England                                                         | Kane (67.) | Schär (32.), Widmer (85.) | Schweiz | Aufstellung England gegen Schweiz |
| England                                                         | Spieler des Spiels: Bukayo Saka (England) | | Schweiz | Aufstellung England gegen Schweiz |
| 3. Viertelfinale                                                | | |         |                                   |
| 6. Juli 2024 um 18:00 Uhr MESZ in Düsseldorf (Düsseldorf Arena) | | |         |                                   |
| Zuschauer: 46.907                                               | | |         |                                   |
| Schiedsrichter: Daniele Orsato ( Italien) 11                    | | |         |                                   |
| Spielbericht                                                    | | |         |                                   |

### Niederlande – Türkei 2:1 (0:1)
| Niederlande                                               | Niederlande | Türkei | Türkei | Aufstellung                          |
| --------------------------------------------------------- | --- | --- | ------ | ------------------------------------ |
| Niederlande                                               | \| 4. Viertelfinale \| \| 6. Juli 2024 um 21:00 Uhr MESZ in Berlin (Olympiastadion) \| \| Zuschauer: 70.091[9] \| \| Schiedsrichter: Clément Turpin ( Frankreich) 12 \| \| Spielbericht \| | \| 4. Viertelfinale \| \| 6. Juli 2024 um 21:00 Uhr MESZ in Berlin (Olympiastadion) \| \| Zuschauer: 70.091[9] \| \| Schiedsrichter: Clément Turpin ( Frankreich) 12 \| \| Spielbericht \| | Türkei | Aufstellung Niederlande gegen Türkei |
| Niederlande                                               | Bart Verbruggen – Denzel Dumfries, Stefan de Vrij, Virgil van Dijk , Nathan Aké (73. Micky van de Ven) – Jerdy Schouten, Xavi Simons (87. Joshua Zirkzee), Tijjani Reijnders (73. Joey Veerman) – Steven Bergwijn (46. Wout Weghorst), Memphis Depay (87. Jeremie Frimpong), Cody Gakpo Cheftrainer: Ronald Koeman | Mert Günok – Mert Müldür (82. Zeki Çelik), Kaan Ayhan (89. Semih Kılıçsoy), Samet Akaydin (82. Cenk Tosun), Abdülkerim Bardakcı, Ferdi Kadıoğlu – Barış Alper Yılmaz, Salih Özcan (77. Okay Yokuşlu), Hakan Çalhanoğlu , Kenan Yıldız (77. Kerem Aktürkoğlu) – Arda Güler Cheftrainer: Vincenzo Montella ( Italien) | Türkei | Aufstellung Niederlande gegen Türkei |
| Niederlande                                               | 1:1 De Vrij (70.) 2:1 Müldür (76., Eigentor) | 0:1 Akaydin (35.) | Türkei | Aufstellung Niederlande gegen Türkei |
| Niederlande                                               | Simons (30.), Aké (54.), Van Dijk (64.), Weghorst (90.+6') | Tosun (90.+4'), Montella (90.+5', Trainer) | Türkei | Aufstellung Niederlande gegen Türkei |
| Niederlande                                               | Yıldırım (90.+6', Bank) | | Türkei | Aufstellung Niederlande gegen Türkei |
| Niederlande                                               | Spieler des Spiels: Stefan de Vrij (Niederlande) | | Türkei | Aufstellung Niederlande gegen Türkei |
| 4. Viertelfinale                                          | | |        |                                      |
| 6. Juli 2024 um 21:00 Uhr MESZ in Berlin (Olympiastadion) | | |        |                                      |
| Zuschauer: 70.091                                         | | |        |                                      |
| Schiedsrichter: Clément Turpin ( Frankreich) 12           | | |        |                                      |
| Spielbericht                                              | | |        |                                      |

## Halbfinale

### Spanien – Frankreich 2:1 (2:1)
| Spanien                                                           | Spanien | Frankreich | Frankreich | Aufstellung                          |
| ----------------------------------------------------------------- | --- | --- | ---------- | ------------------------------------ |
| Spanien                                                           | \| 1. Halbfinale \| \| 9. Juli 2024 um 21:00 Uhr MESZ in München (München Fußball Arena) \| \| Zuschauer: 62.042 \| \| Schiedsrichter: Slavko Vinčić ( Slowenien) 13 \| \| Spielbericht \|                                                                                          | \| 1. Halbfinale \| \| 9. Juli 2024 um 21:00 Uhr MESZ in München (München Fußball Arena) \| \| Zuschauer: 62.042 \| \| Schiedsrichter: Slavko Vinčić ( Slowenien) 13 \| \| Spielbericht \| | Frankreich | Aufstellung Spanien gegen Frankreich |
| Spanien                                                           | Unai Simón – Jesús Navas (58. Dani Vivian), Nacho, Aymeric Laporte, Marc Cucurella – Dani Olmo (76. Mikel Merino), Rodri, Fabián – Lamine Yamal (90.+3' Ferran Torres), Álvaro Morata (76. Mikel Oyarzabal), Nico Williams (90.+4' Martín Zubimendi) Cheftrainer: Luis de la Fuente | Mike Maignan – Jules Koundé, Dayot Upamecano, William Saliba, Théo Hernández – N’Golo Kanté (62. Antoine Griezmann), Aurélien Tchouaméni, Adrien Rabiot (62. Eduardo Camavinga) – Ousmane Dembélé (79. Olivier Giroud), Randal Kolo Muani (63. Bradley Barcola), Kylian Mbappé Cheftrainer: Didier Deschamps | Frankreich | Aufstellung Spanien gegen Frankreich |
| Spanien                                                           | 1:1 Yamal (21.) 2:1 Olmo (25.) | 0:1 Kolo Muani (8.) | Frankreich | Aufstellung Spanien gegen Frankreich |
| Spanien                                                           | Navas (14.), Yamal (90.) | Tchouaméni (60.), Camavinga (89.) | Frankreich | Aufstellung Spanien gegen Frankreich |
| Spanien                                                           | Spieler des Spiels: Lamine Yamal (Spanien) | | Frankreich | Aufstellung Spanien gegen Frankreich |
| 1. Halbfinale                                                     | | |            |                                      |
| 9. Juli 2024 um 21:00 Uhr MESZ in München (München Fußball Arena) | | |            |                                      |
| Zuschauer: 62.042                                                 | | |            |                                      |
| Schiedsrichter: Slavko Vinčić ( Slowenien) 13                     | | |            |                                      |
| Spielbericht                                                      | | |            |                                      |

Das Tor zum 2:1 von Spanien wurde zunächst als Eigentor von Jules Koundé gewertet, zur Halbzeit allerdings von der UEFA dem eigentlichen Schützen Dani Olmo zugeschrieben.

### Niederlande – England 1:2 (1:1)
| Niederlande                                                        | Niederlande | England | England | Aufstellung                           |
| ------------------------------------------------------------------ | --- | --- | ------- | ------------------------------------- |
| Niederlande                                                        | \| 2. Halbfinale \| \| 10. Juli 2024 um 21:00 Uhr MESZ in Dortmund (BVB Stadion Dortmund) \| \| Zuschauer: 60.926 \| \| Schiedsrichter: Felix Zwayer ( Deutschland) 14 \| \| Spielbericht \|                                                                                                 | \| 2. Halbfinale \| \| 10. Juli 2024 um 21:00 Uhr MESZ in Dortmund (BVB Stadion Dortmund) \| \| Zuschauer: 60.926 \| \| Schiedsrichter: Felix Zwayer ( Deutschland) 14 \| \| Spielbericht \|                                                                                                  | England | Aufstellung Niederlande gegen England |
| Niederlande                                                        | Bart Verbruggen – Denzel Dumfries (90.+3' Joshua Zirkzee), Stefan de Vrij, Virgil van Dijk , Nathan Aké – Jerdy Schouten, Xavi Simons (90.+3' Brian Brobbey), Tijjani Reijnders – Donyell Malen (46. Wout Weghorst), Memphis Depay (35. Joey Veerman), Cody Gakpo Cheftrainer: Ronald Koeman | Jordan Pickford – Kyle Walker, John Stones, Marc Guéhi, Kieran Trippier (46. Luke Shaw) – Kobbie Mainoo (90.+3' Conor Gallagher), Declan Rice – Bukayo Saka (90.+3' Ezri Konsa), Jude Bellingham, Phil Foden (80. Cole Palmer) – Harry Kane (81. Ollie Watkins) Cheftrainer: Gareth Southgate | England | Aufstellung Niederlande gegen England |
| Niederlande                                                        | 1:0 Simons (7.) | 1:1 Kane (18., Foulelfmeter) 1:2 Ollie Watkins (90.+1') | England | Aufstellung Niederlande gegen England |
| Niederlande                                                        | Dumfries (17.), van Dijk (87.), Simons (90.+1') | Bellingham (72.), Saka (86.), Trippier (90.+4', Bank) | England | Aufstellung Niederlande gegen England |
| Niederlande                                                        | Spieler des Spiels: Ollie Watkins (England) | | England | Aufstellung Niederlande gegen England |
| 2. Halbfinale                                                      | | |         |                                       |
| 10. Juli 2024 um 21:00 Uhr MESZ in Dortmund (BVB Stadion Dortmund) | | |         |                                       |
| Zuschauer: 60.926                                                  | | |         |                                       |
| Schiedsrichter: Felix Zwayer ( Deutschland) 14                     | | |         |                                       |
| Spielbericht                                                       | | |         |                                       |

## Finale

### Spanien – England 2:1 (0:0)

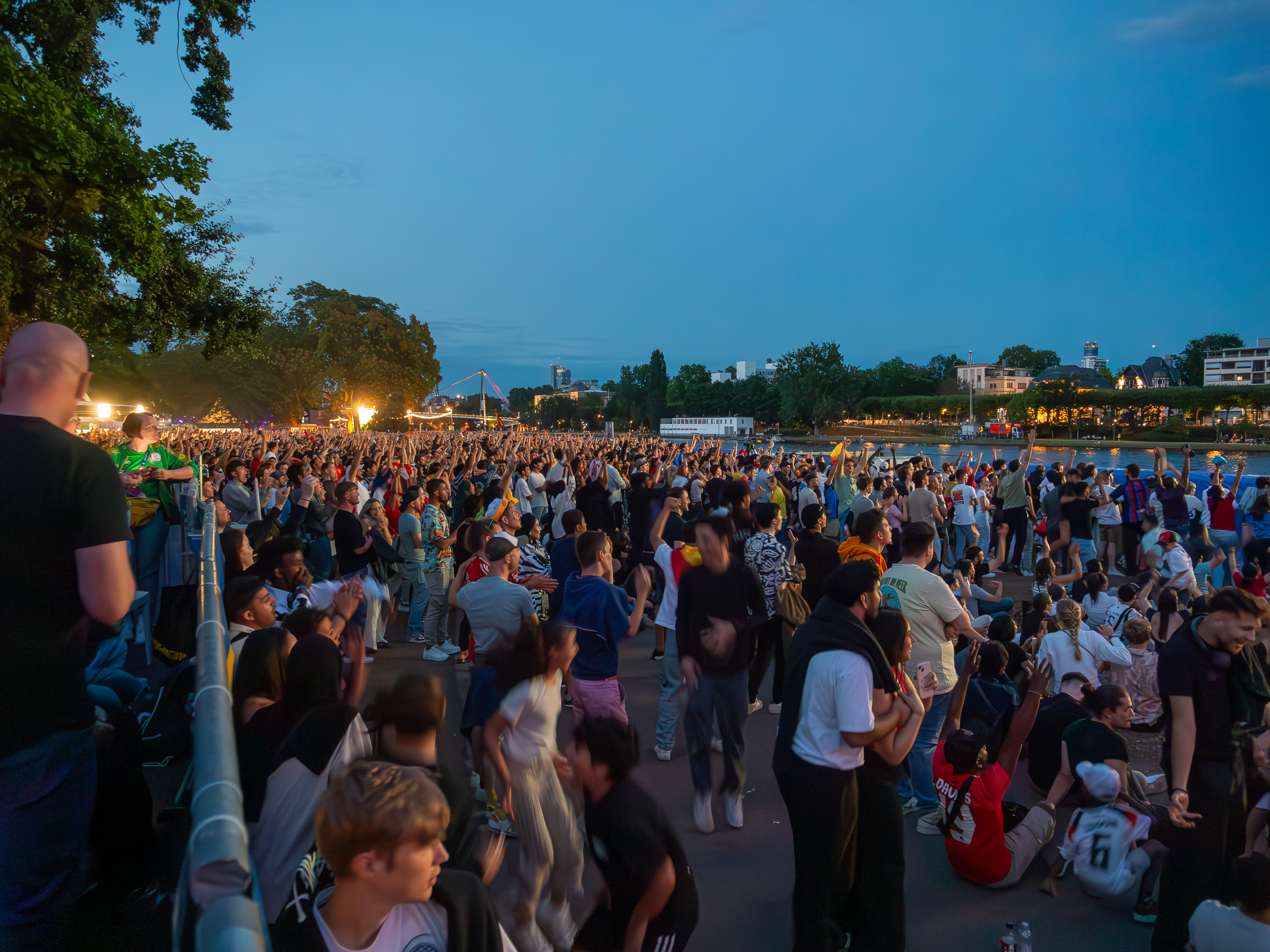
Spanische Fans feiern das 1:0 von Nico Williams in der Fan Zone Mainufer, Frankfurt am Main

| Spanien                                                    | Spanien | England | England | Aufstellung                       |
| ---------------------------------------------------------- | --- | --- | ------- | --------------------------------- |
| Spanien                                                    | \| Finale \| \| 14. Juli 2024 um 21:00 Uhr MESZ in Berlin (Olympiastadion) \| \| Zuschauer: 65.600 \| \| Schiedsrichter: François Letexier ( Frankreich) 15 \| \| Spielbericht \|                                                                                | \| Finale \| \| 14. Juli 2024 um 21:00 Uhr MESZ in Berlin (Olympiastadion) \| \| Zuschauer: 65.600 \| \| Schiedsrichter: François Letexier ( Frankreich) 15 \| \| Spielbericht \|                                                           | England | Aufstellung Spanien gegen England |
| Spanien                                                    | Unai Simón – Dani Carvajal, Robin Le Normand (83. Nacho), Aymeric Laporte, Marc Cucurella – Dani Olmo, Rodri (46. Martín Zubimendi), Fabián – Lamine Yamal (89. Mikel Merino), Álvaro Morata (68. Mikel Oyarzabal), Nico Williams Cheftrainer: Luis de la Fuente | Jordan Pickford – Kyle Walker, John Stones, Marc Guéhi, Luke Shaw – Kobbie Mainoo (70. Cole Palmer), Declan Rice – Bukayo Saka, Jude Bellingham, Phil Foden (89. Ivan Toney) – Harry Kane (61. Ollie Watkins) Cheftrainer: Gareth Southgate | England | Aufstellung Spanien gegen England |
| Spanien                                                    | 1:0 Williams (47.) 2:1 Oyarzabal (86.) | 1:1 Palmer (73.) | England | Aufstellung Spanien gegen England |
| Spanien                                                    | Olmo (31.) | Kane (25.), Stones (53.), Watkins (90.+2') | England | Aufstellung Spanien gegen England |
| Spanien                                                    | Spieler des Spiels: Nico Williams (Spanien) | | England | Aufstellung Spanien gegen England |
| Finale                                                     | | |         |                                   |
| 14. Juli 2024 um 21:00 Uhr MESZ in Berlin (Olympiastadion) | | |         |                                   |
| Zuschauer: 65.600                                          | | |         |                                   |
| Schiedsrichter: François Letexier ( Frankreich) 15         | | |         |                                   |
| Spielbericht                                               | | |         |                                   |